# Consiglio di Rumo
Consiglio di Rumo är en ort och frazione i kommunen Gravedona ed Uniti i provinsen Como i regionen Lombardiet i Italien. 
Consiglio di Rumo upphörde som kommun den 11 februari 2011 och bildade med de tidigare kommunerna Germasino och Gravedona den nya kommunen Gravedona ed Uniti. Den tidigare kommunen hade 1 193 invånare (2010).